# Alectrurus
Az Alectrurus a madarak (Aves) osztályának verébalakúak (Passeriformes) rendjébe és a királygébicsfélék (Tyrannidae) családjába tartozó nem.

## Rendszerezés
A nembe az alábbi 2 faj tartozik:
- kakasfarkú tirannusz (Alectrurus tricolor)
- zászlósfarkú tirannusz (Alectrurus risora)